# Jirón Conde de Superunda
El Jirón Conde de Superunda es una calle del centro histórico de Lima, capital del Perú. Se llama así en honor a José Antonio Manso de Velasco, I conde de Superunda, quien fue Virrey del Perú desde 1745 a 1761.
Continuando el trazo del jirón Junín, esta vía se extiende seis cuadras desde el jirón de la Unión hacia el oeste.

## Historia
La vía hoy llamada Jirón Conde de Superunda fue creada por el conquistador Francisco Pizarro cuando fundó la ciudad de Lima el 18 de enero de 1535. Es la vía que se encuentra al lado oriental de la Plaza de Armas. Aunque no fue sino hasta el siglo XX que se le dio su nombre actual. En esta vía, Francisco Pizarro dispuso la entrega de un lote para la ubicación del cabildo de Lima, en el mismo lugar donde actualmente se encuentra la sede de la Municipalidad Metropolitana de Lima.
En 1862, al adoptarse la nueva nomenclatura urbana, la vía fue bautizada como jirón Lima, años después se modificó al actual nombre.

## Nombres antiguos de las cuadras del Jirón Conde de Superunda
Desde la fundación de Lima y hasta el año 1862, las calles en Lima tenían un nombre por cada cuadra. Así, una misma vía era, en realidad, varias calles. Es por ello que, antes de que la vía fuera llamada Jirón Lima (su primer nombre), cada una de sus 6 cuadras tenía un nombre diferente:
- Cuadra 1: llamada Correo porque en ella se ubica aún la Casa de Correos y Telégrafos y el Nuevo Edificio de Correos.
- Cuadra 2: llamada Veracruz o Santo Domingo ya que en ella se encuentra la Iglesia de Santo Domingo. En ella también se encuentran la Casa de Osambela (actual sede de la Academia Peruana de la Lengua), la Plazuela María Escobar y la Capilla de la Vera Cruz .
- Cuadra 3: llamada Matavilela por un vecino de Lima no identificado. En ella también se encuentra la Casa de las Columnas y la Casona Berckemeyer (antiguo Museo Taurino).
- Cuadra 4: llamada Aumente por la vivienda de don José de Aumente que residió en esa calle en el siglo XVII.
- Cuadra 5: llamada Santa Rosa de los Padres por estar a las espaldas de donde se ubicaban la casa y el huerto de Santa Rosa de Lima y luego haberse establecido ahí un convento de frailes dominicos en 1676.
- Cuadra 6: llamada Pastrana por la propiedad de don Alonso Martínez de Pastrana que se instaló ahí en el siglo XVII.

## Recorrido
El jirón se inicia en el Jirón de la Unión. En la primera cuadra se encuentran el Palacio Municipal de Lima, la Plaza Perú (donde antiguamente se encontraba la estatua ecuestre de Francisco Pizarro), el Pasaje Nicolás de Rivera, el Palacio de Correos de Lima y el local del Ministerio de Vivienda, Construcción y Saneamiento del Perú.
En la segunda cuadra se encuentra la Iglesia de Santo Domingo y su campanario, que constituye uno de los puntos turísticos más visitados del centro histórico de Lima. Asimismo, en esta cuadra existen varias tiendas de souvenirs y artesanías. Al final de esta cuadra, en el cruce con el jirón Caylloma, se encuentra la Casa de Osambela, una de las más conocidas muestras de la arquitectura colonial de Lima.
Entre las cuadras cuatro y cinco, se encuentra la Avenida Tacna que es el límite occidental del Damero de Pizarro. Al cruzar esa avenida el jirón continua por la espalda del Santuario de Santa Rosa de Lima para terminar su recorrido una cuadra más allá en la esquina con el jirón Cañete en la zona conocida como "Barrio Monserrat".

## Galería

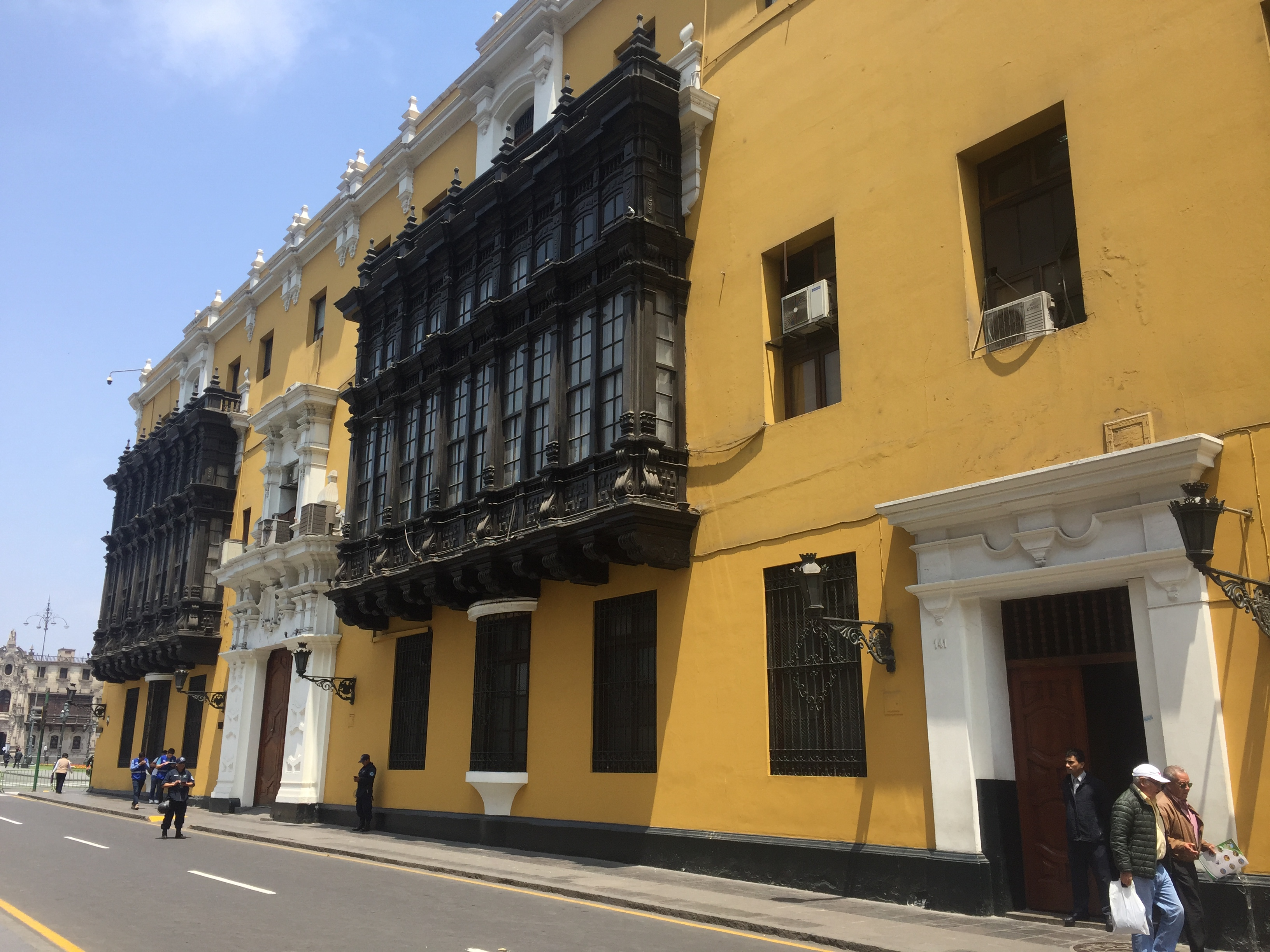
Palacio Municipal lado de Conde Superunda
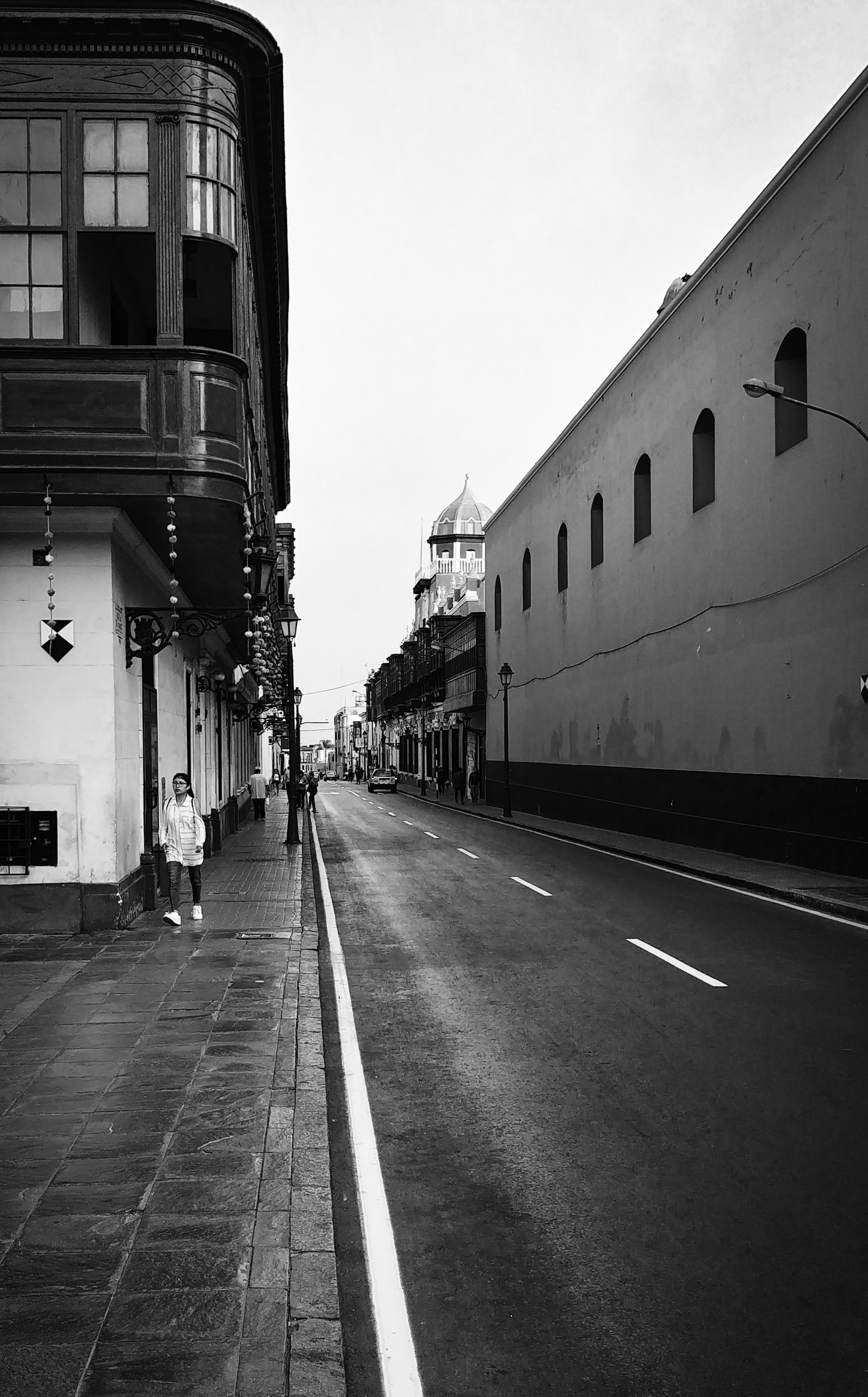
Cuadra 2
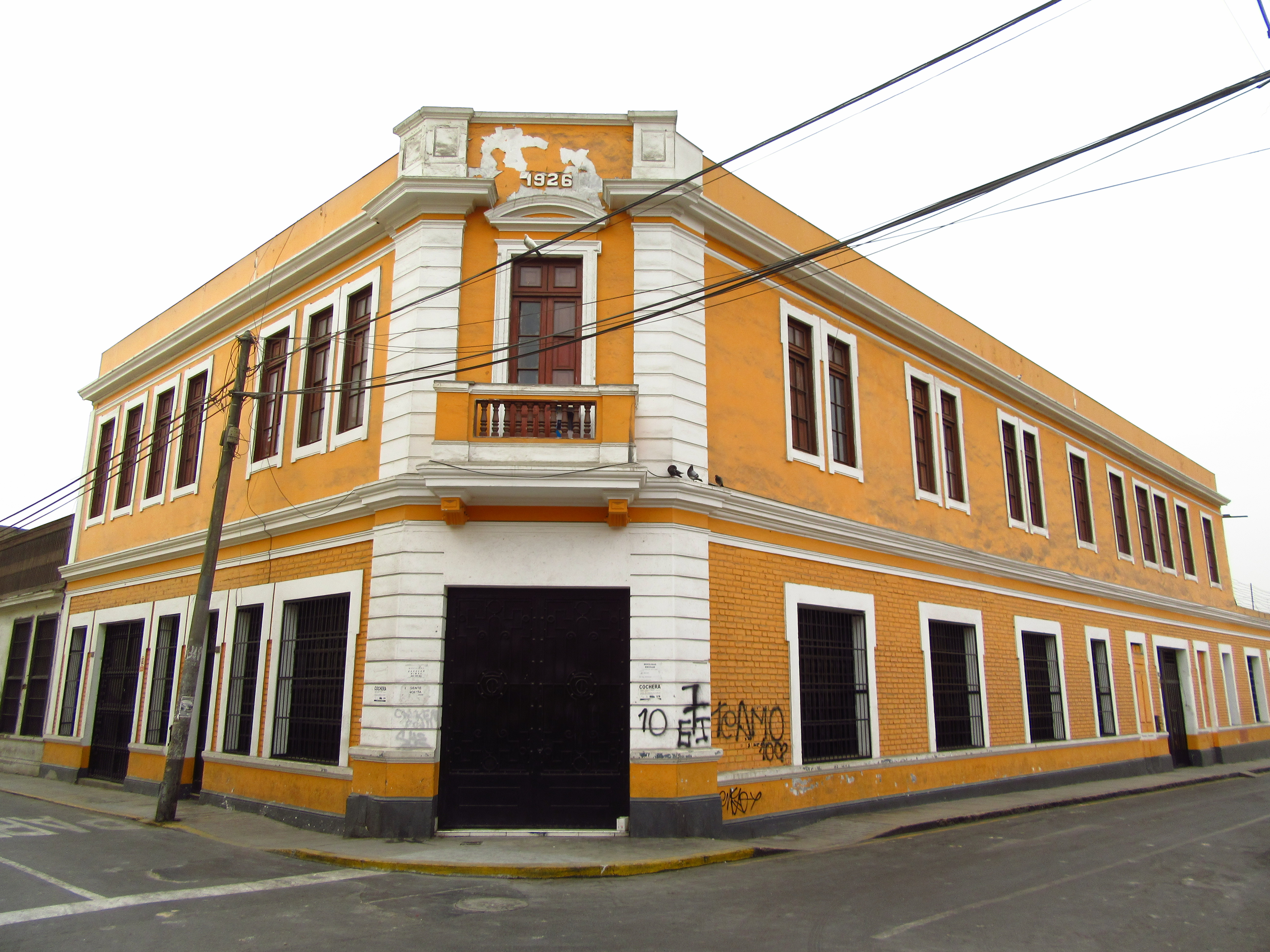
Esquina con el jirón Chancay
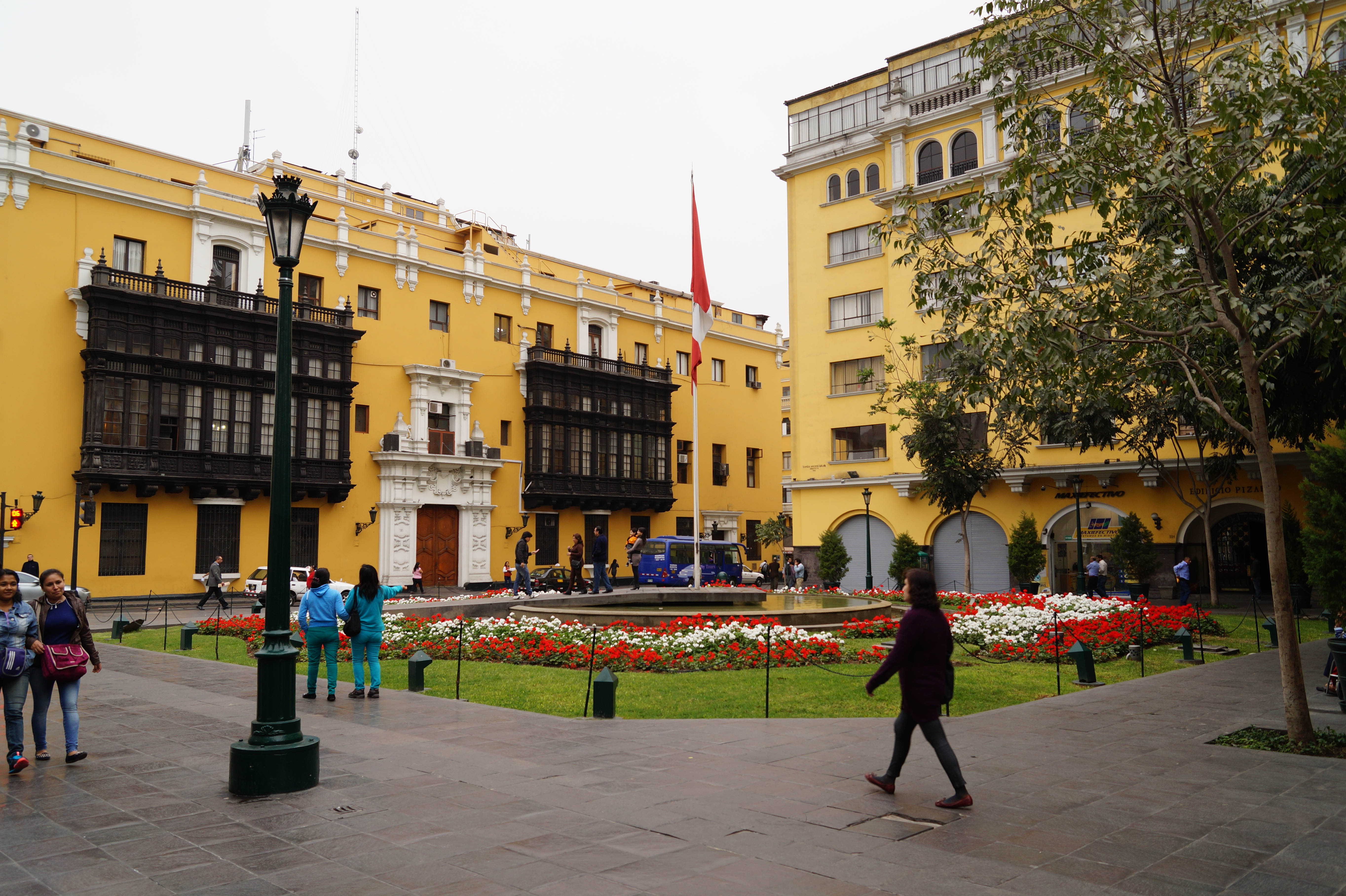
Plaza Perú
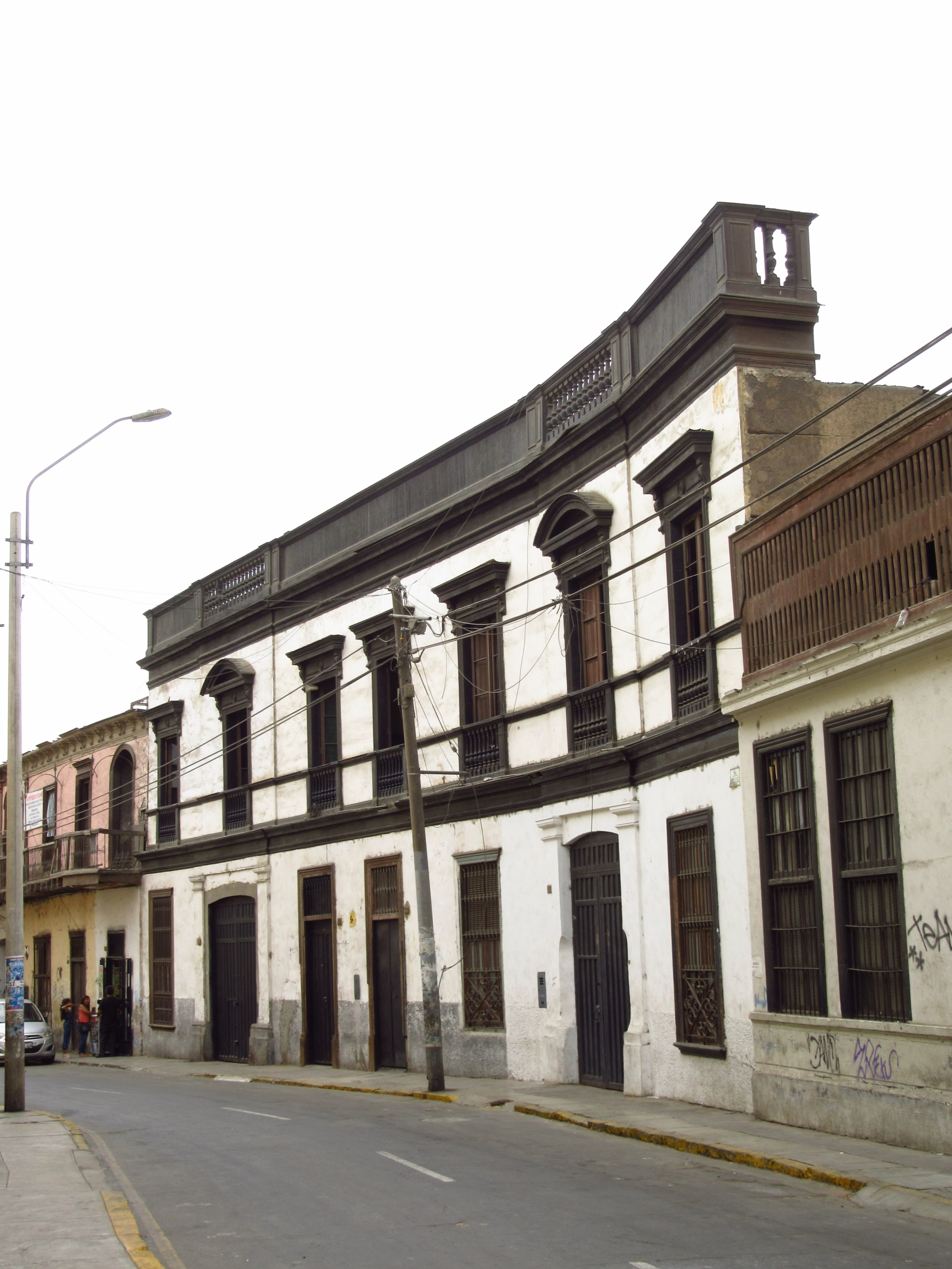
Fachada curva en el 642
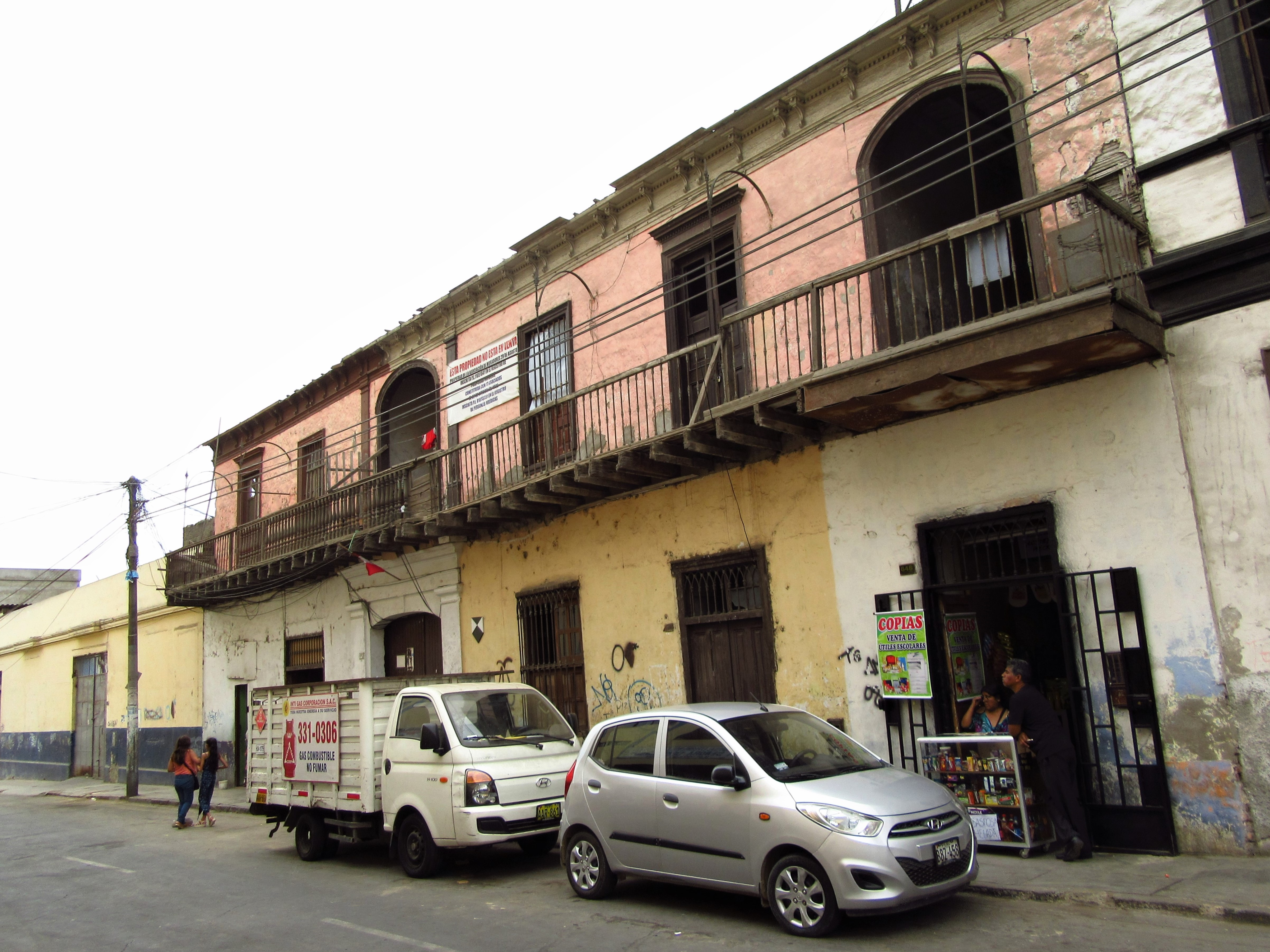
Balcones en el 685
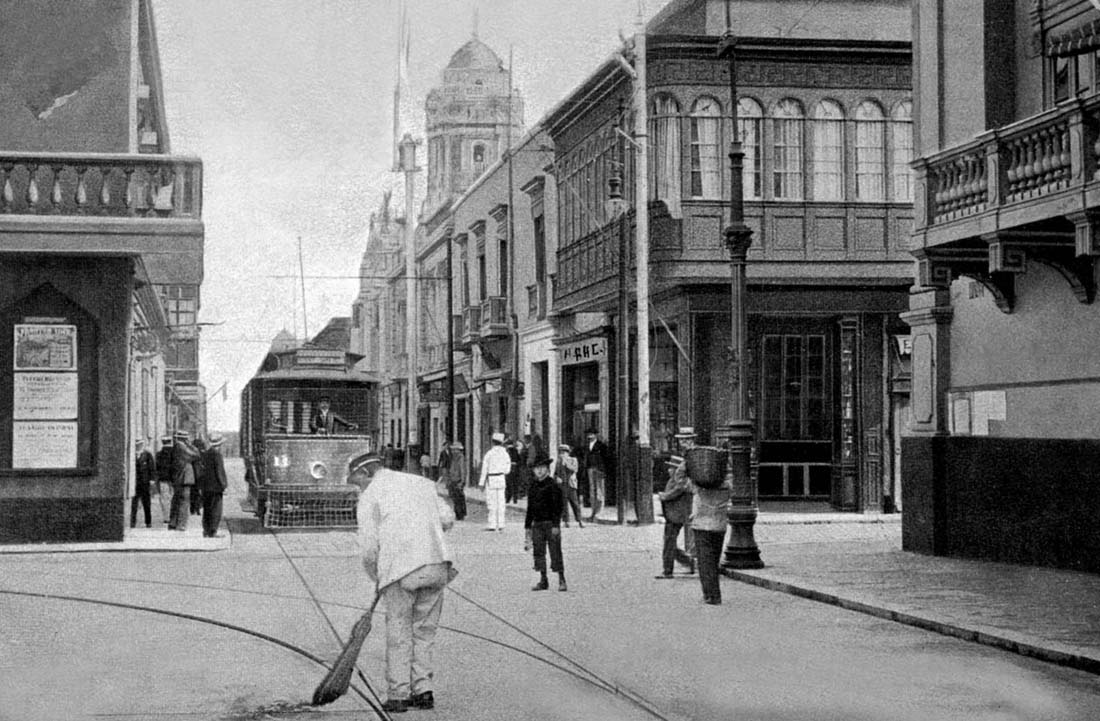
Calle del Correo
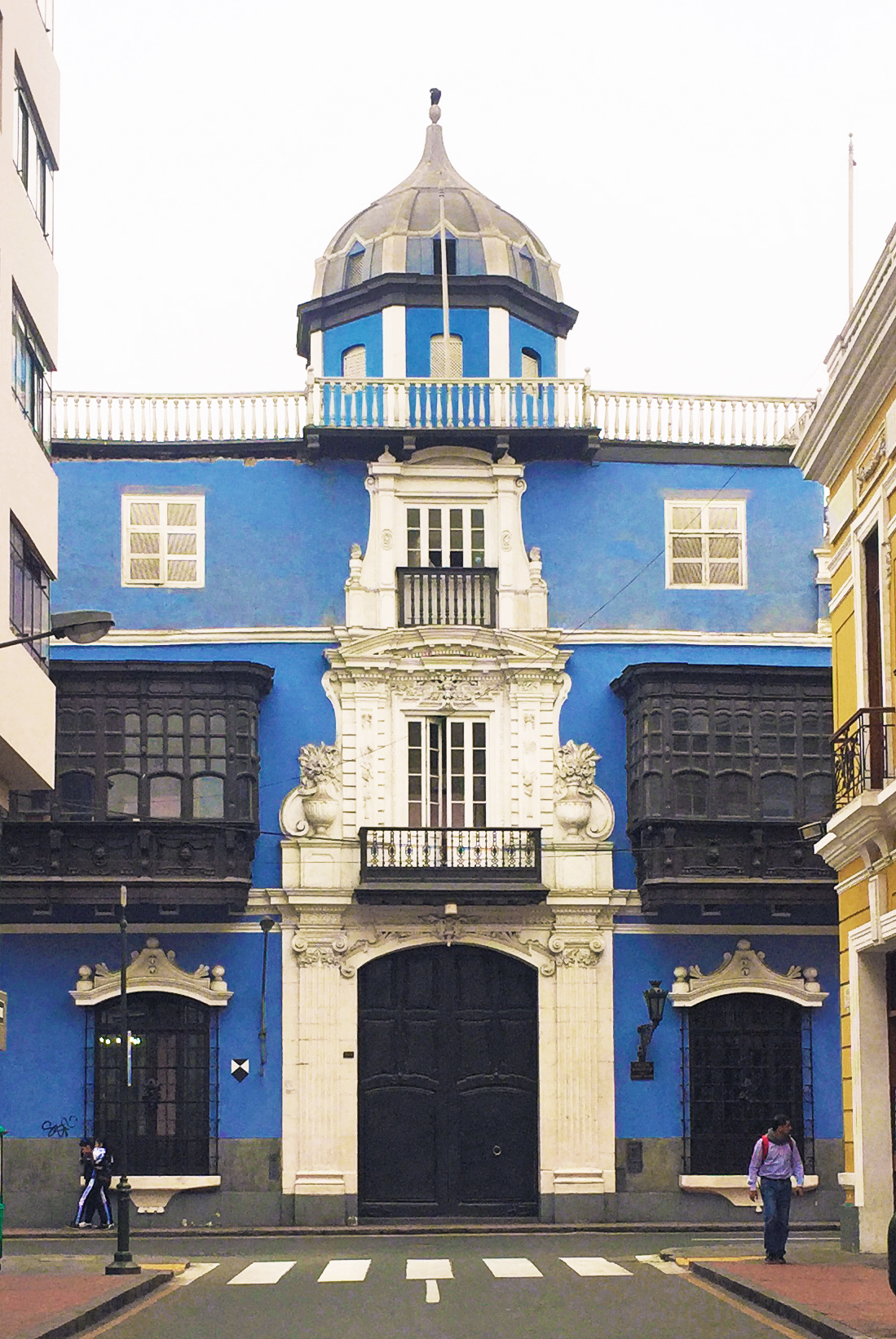
Casa de Osambela